# Торрелья
Торрелья (італ. Torreglia, вен. Toreja) — муніципалітет в Італії, у регіоні Венето, провінція Падуя.
Торрелья розташована на відстані близько 390 км на північ від Рима, 50 км на захід від Венеції, 14 км на південний захід від Падуї.
Населення — 6153 особи (2014).
Щорічний фестиваль відбувається у п'ятницю після свята Божого Тіла. Покровитель — Sacro Cuore di Gesù.

## Демографія
Населення за роками:

Станом на 1 січня 2023 року в муніципалітеті офіційно проживало 359 іноземців з 43 країн, серед них 157 громадян країн Євросоюзу та 7 громадян України.

## Сусідні муніципалітети
- Абано-Терме
- Гальциньяно-Терме
- Монтегротто-Терме
- Теоло